# Aljaksej Hrysjyn
Aljaksej Henadzevitsj Hrysjyn (Wit-Russisch: Аляксей Генадзевіч Грышын, Russisch: Алексей Геннадьевич Гришин) (Minsk, 18 juni 1979) is een voormalig Wit-Russische freestyleskiër, gespecialiseerd op het onderdeel aerials. Hij vertegenwoordigde zijn vaderland op vijf achtereenvolgende Olympische Winterspelen; Nagano 1998, Salt Lake City 2002, Turijn 2006, Vancouver 2010 en Sotsji 2014.

## Carrière
Bij zijn wereldbekerdebuut, in december 1997 in Piancavallo, nestelde Hrysjyn zich dankzij een vierde plaats direct in de wereldtop. Tijdens de Olympische Winterspelen van 1998 in Nagano eindigde de Wit-Rus op de achtste plaats. Enkele weken na de Spelen stond hij in Hasliberg voor de eerste maal in zijn carrière op het podium van een wereldbekerwedstrijd. In Hasliberg nam Hrysjyn een jaar later deel aan de wereldkampioenschappen freestyleskiën 1999, op dit toernooi eindigde hij als zesentwintigste op het onderdeel aerials. In september 1999 boekte de Wit-Rus in Mount Buller zijn eerste wereldbekerzege. Op de wereldkampioenschappen freestyleskiën 2001 in Whistler veroverde Hrysjyn de wereldtitel. Tijdens de Olympische Winterspelen van 2002 in Salt Lake City sleepte de Wit-Rus de bronzen medaille in de wacht.
In Deer Valley nam Hrysjyn deel aan de wereldkampioenschappen freestyleskiën 2003, op dit toernooi legde hij beslag op de zilveren medaille. Op de wereldkampioenschappen freestyleskiën 2005 in Ruka veroverde de Wit-Rus de bronzen medaille. Tijdens de Olympische Winterspelen van 2006 in Turijn eindigde Hrysjyn op de vierde plaats.
In Madonna di Campiglio nam de Wit-Rus deel aan de wereldkampioenschappen freestyleskiën 2007, op dit toernooi eindigde hij op de vijftiende plaats. Op de wereldkampioenschappen freestyleskiën 2009 in Inawashiro eindigde Hrysjyn als zestiende op het onderdeel aerials. Tijdens de Olympische Winterspelen van 2010 in Vancouver sleepte de Wit-Rus de gouden medaille in de wacht.
Na het behalen van zijn gouden olympische medaille verdween Hrysjyn twee jaar uit het wereldbekercircuit. In januari 2013 keerde hij in Val Saint Come terug in het wereldbekercircuit. Op de wereldkampioenschappen freestyleskiën 2013 in Voss eindigde de Wit-Rus als dertiende op het onderdeel aerials.

## Resultaten

### Olympische Spelen
| Jaar | Plaats         | Resultaten |
| ---- | -------------- | ---------- |
| 1998 | Nagano         | 8e Aerials |
| 2002 | Salt Lake City | Aerials    |
| 2006 | Turijn         | 4e Aerials |
| 2010 | Vancouver      | Aerials    |
| 2014 | Sotsji         | Q Aerials  |

### Wereldkampioenschappen
| Jaar | Plaats               | Resultaten  |
| ---- | -------------------- | ----------- |
| 1999 | Hasliberg            | 26e Aerials |
| 2001 | Whistler             | Aerials     |
| 2003 | Deer Valley          | Aerials     |
| 2005 | Ruka                 | Aerials     |
| 2007 | Madonna di Campiglio | 15e Aerials |
| 2009 | Inawashiro           | 16e Aerials |
| 2013 | Voss                 | 13e Aerials |

### Wereldbeker
Eindklasseringen
| Seizoen   | Algm  | AE     |
| --------- | ----- | ------ |
| 1997/1998 | 39e   | 16e    |
| 1998/1999 | 13e   | 8e     |
| 1999/2000 | Brons | Zilver |
| 2000/2001 | 13e   | 7e     |
| 2001/2002 | Brons | Zilver |
| 2002/2003 | 12e   | 5e     |
| 2003/2004 | 16e   | Brons  |
| 2004/2005 | 20e   | 8e     |
| 2005/2006 | 27e   | 10e    |
| 2006/2007 | 30e   | 14e    |
| 2007/2008 | 78e   | 21e    |
| 2008/2009 | 19e   | 5e     |
| 2009/2010 | 28e   | 10e    |
| 2012/2013 | 57e   | 15e    |

Wereldbekerzeges
| Datum             | Plaats             | Onderdeel |
| ----------------- | ------------------ | --------- |
| 11 september 1999 | Mount Buller       | Aerials   |
| 11 september 1999 | Mount Buller       | Aerials   |
| 10 maart 2001     | Himos              | Aerials   |
| 18 januari 2002   | Lake Placid        | Aerials   |
| 11 januari 2004   | Mont Tremblant     | Aerials   |
| 14 februari 2004  | Harbin             | Aerials   |
| 20 december 2008  | Adventure Mountain | Aerials   |